# Laika

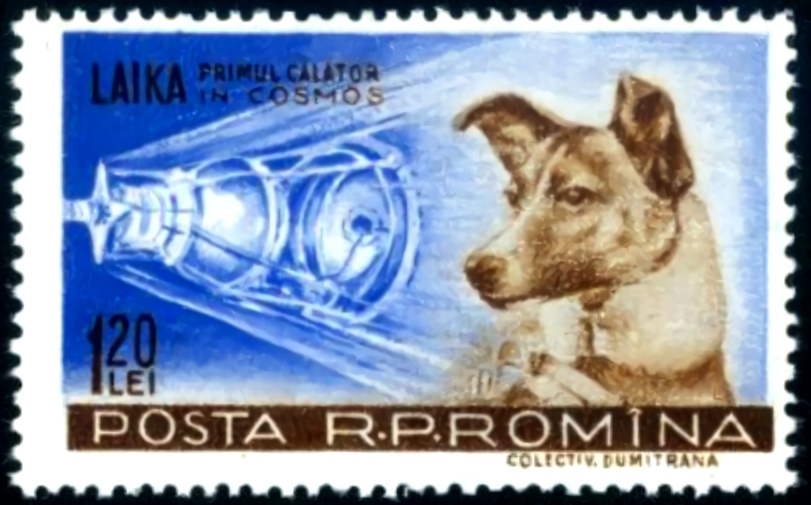
Rumänische Briefmarke mit Laika von 1957

Die Hündin Laika (russisch Лайка, deutsch Kläffer; * vermutlich 1954 in Moskau; † 3. November 1957 in Sputnik 2 im Erdorbit) war das erste Lebewesen, das vom Menschen gezielt in eine Umlaufbahn um die Erde befördert wurde. Im Rahmen der sowjetischen Mission Sputnik 2 wurde sie am 3. November 1957 an Bord des Raumflugkörpers in den Weltraum geschickt. Ihre Rückkehr zur Erde war zwar nicht vorgesehen, dennoch überraschte ihr früher Tod. Über den Zeitpunkt ihres Todes und die Todesursache herrschte jahrzehntelang Unklarheit.
2002 wurde der Öffentlichkeit bekannt, dass Laika einige Stunden nach dem Start der Rakete starb, vermutlich an Überhitzung und Stress. Die Mission gilt dennoch als Erfolg. Die Erkenntnisse aus Sputnik 2 ermöglichten letztlich erst die bemannte Raumfahrt mit Juri Gagarin.

## Planung der Mission
Im Wettlauf mit den Vereinigten Staaten um die Eroberung des Weltraums gelang es am 4. Oktober 1957 der Sowjetunion, mit Sputnik 1 den ersten Satelliten in eine Erdumlaufbahn zu bringen. Nach diesem Erfolg plante Nikita Chruschtschow eine zweite Weltraummission am 7. November 1957, dem 40. Jahrestag der Oktoberrevolution. Um den gewünschten propagandistischen Effekt zu erzielen, sollte diesmal ein Säugetier den Weltraum erreichen.
Russischen Quellen zufolge fiel die offizielle Entscheidung zum Start von Sputnik 2 erst am 10. oder 12. Oktober. Zu diesem Zeitpunkt war bereits ein Satellit in Arbeit, der jedoch nicht vor Dezember desselben Jahres hätte fertiggestellt werden können (er wurde später als Sputnik 3 ins All geschickt). Daher bauten die Ingenieure einen neuen, einfacheren Satelliten. Um die gesetzte Frist einzuhalten, wurde dieser in großer Eile entworfen und viele Teile wurden nach groben Skizzen angefertigt. Neben dem primären Ziel, einen lebenden Passagier ins Weltall zu befördern, sollte Sputnik 2 auch zur Messung von kosmischer Strahlung ausgerüstet werden.
Laika war als Streuner auf den Straßen Moskaus aufgegriffen worden. Sie war eine etwa dreijährige Mischlingshündin von etwa sechs Kilogramm Gewicht. Ihre genaue Herkunft kann nicht mehr ermittelt werden, aber es gilt als sicher, dass sie teils Husky, teils Terrier war. Die sowjetischen Wissenschaftler und Techniker gaben ihr verschiedene Namen, darunter Kudrjawka (Кудрявка; dt.: Löckchen). Den Namen Laika (Лайка; dt.: Kläffer) – nach der gleichnamigen russischen Hunderasse – erhielt sie erst später. Andere Namen waren Tschuschka (Чушка; dt.: Käferlein) und Limontschik (Лимончик; dt.: Zitrönchen). Die amerikanische Presse taufte sie Muttnik (ein Wortspiel aus Sputnik und mutt, ein mischrassiger Hund), und Tierschutzaktivisten nannten sie Curly (dt.: Lockige) in Anlehnung an den alternativen Namen Kudrjawka.

## Vorbereitung der Mission
Sowohl die Sowjetunion als auch die USA hatten schon Erfahrungen mit Lebewesen in großen Höhen gesammelt. Beide hatten Tiere bis dahin aber nur auf suborbitale Flüge geschickt. Ein Lebewesen in die Erdumlaufbahn zu bringen, stellte eine neue Herausforderung dar. In der Sowjetunion gab es bereits seit mehreren Jahren ein Programm, in dem verschiedene Tiere mit Raketen in die Hochatmosphäre befördert wurden, und die Daten daraus kamen der Vorbereitung auf Sputnik 2 sehr zugute. So zeigte sich in den Tests beispielsweise, dass Hunde die Belastungen am besten verkraften konnten. Außerdem konnten die gleichen Kapseln auch für Sputnik 2 verwendet werden, was den Wissenschaftlern eine enorme Zeitersparnis einbrachte.
Für Sputnik 2 wurden drei Hündinnen vorbereitet: Albina, Muschka und Laika. Alle drei waren schon bei Höhenforschungsprogrammen dabei. Albina absolvierte zwei suborbitale Flüge mit einer Testrakete und sollte notfalls als Ersatzhündin für Laika einspringen können. Mit Muschka wurden die Instrumente und Lebenserhaltungssysteme getestet. Laika wurde vom russischen Weltraumexperten Oleg Gasenko ausgewählt und trainiert. Sie blieb während der vorangegangenen Tests auch unter lange andauernden und intensiven Belastungen vergleichsweise ruhig, was sie für den Raumflug prädestinierte. Um die Tiere an die kleine Kabine von Sputnik 2 zu gewöhnen, wurden sie in immer kleineren Käfigen gehalten, jeweils für 15 bis 20 Tage. In der Enge hörten sie auf, Fäkalien auszuscheiden; sie wurden deshalb unruhig, und ihre Verfassung verschlechterte sich. Selbst Abführmittel konnten ihren Zustand nicht merklich verbessern; nur lange Trainingseinheiten waren dazu in der Lage.
Die Hündinnen wurden auch in Zentrifugen gesteckt, welche die Beschleunigung bei einem Raketenflug simulierten. Spezielle Apparate erzeugten den Lärm und die Vibrationen in der Kapsel beim Start. Tests dieser Art bewirkten einen verdoppelten Herzschlag und einen um 30 bis 65 mmHg erhöhten Blutdruck. Außerdem gewöhnte man die Hunde an ein besonderes Gel mit hohem Nährwert, das ihnen im Weltraum als Nahrung dienen sollte.
Nach einem Dokument der NASA wurde Laika bereits am 31. Oktober 1957 in dem Raumflugkörper untergebracht, drei Tage vor dem Start der Mission. Zu dieser Jahreszeit waren die Temperaturen am Startgelände in Baikonur äußerst niedrig. Deshalb wurde die Kapsel über einen Schlauch mit einer Klimaanlage verbunden, um den Container warm zu halten. Zwei Betreuer wurden beauftragt, Laikas Zustand ständig zu prüfen. Direkt vor dem Start der Rakete reinigte man Laikas Fell mit einer schwachen Alkohollösung. Auf wichtige Stellen ihres Körpers strich man Iod und befestigte dort Sensoren, die ihre Körperfunktionen überwachen sollten.
Die Kapsel wog ohne die Hündin 18 kg. Die druckregulierte Kabine von Sputnik 2 war innen gepolstert und bot so viel Raum, dass Laika stehen oder liegen konnte. Ein Lüftungssystem versorgte die Zelle mit Sauerstoff, und ein Ventilator kühlte sie, sobald die Innentemperatur 15 °C überstieg. Nahrung und Wasser waren in Gelform vorhanden. Laika wurde mit einem Korsett versehen sowie mit einem Beutel für Fäkalien und Elektroden zur Messung der Vitalfunktionen. Die telemetrisch übermittelten Informationen zeigten an, dass Laika aufgeregt war, aber Nahrung zu sich nahm.

## Laikas Reise

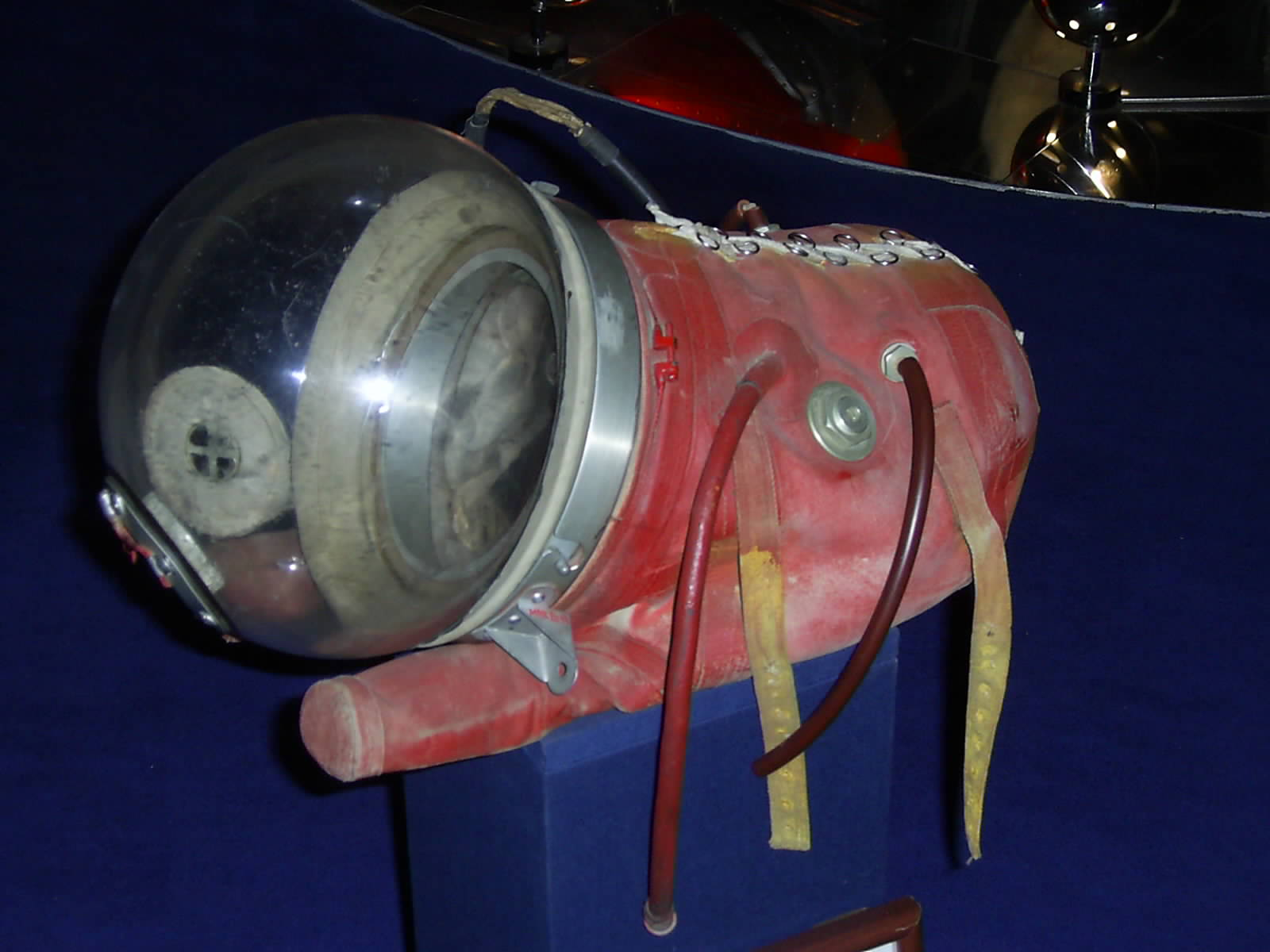
Der Raumanzug von Laika

Am 3. November 1957 um 2:30 Uhr startete die Rakete vom Kosmodrom Baikonur. Während der ersten Minuten nach dem Start zeigten die Sensoren an, dass Laikas Puls auf den dreifachen Wert des Ruheniveaus stieg. Nachdem sie die Schwerelosigkeit erreicht hatte, sank ihr Puls wieder; allerdings dauerte das dreimal so lange wie bei den vorangegangenen Tests am Boden. Das deutete auf hohen Stress hin. Nach etwa fünf bis sieben Stunden Flugzeit wurden vom Raumflugkörper keine Lebenszeichen mehr übermittelt. Das Tier war vermutlich wegen des schlechten Wärmeschutzes einen Hitzetod gestorben.
Fünf Monate später, nachdem er die Erde 2570 Mal umlaufen hatte, wurde der Satellit beim Wiedereintritt in die Atmosphäre am 14. April 1958 endgültig zerstört. Die Reste von Sputnik 2 verbrannten über dem Karibischen Meer.
Laikas Rückkehr zur Erde war in der Missionsplanung nicht vorgesehen. Ursprünglich war geplant, Laika nach zehn Tagen im Orbit vergiftetes Futter zu verabreichen, um ihr einen qualvollen Tod beim Wiedereintritt in die Atmosphäre zu ersparen. Die Sowjetunion gab widersprüchliche Erklärungen ab. So sollte sie an Sauerstoffmangel gestorben oder, wie ursprünglich geplant, vergiftet worden sein. Die wahre Todesursache wurde erst nach Jahrzehnten öffentlich gemacht.
Zur damaligen Zeit kursierten viele Gerüchte über den genauen Hergang ihres Todes. 1999 gaben verschiedene russische Quellen an, dass Laika nach vier Tagen gestorben sei, als sich die Kabine überhitzt habe. 2002 berichtete der Biologe Dmitri Malaschenkow vom Institut für Biologische Fragen in Moskau, einer der beteiligten Wissenschaftler am Sputnik-2-Programm, beim World Space Congress in Houston, Texas, dass Laika bereits zwischen fünf und sieben Stunden nach dem Start an Überhitzung und Stress starb. Vorher meldeten die Messgeräte einen Anstieg der Temperatur und der Luftfeuchtigkeit. In einem Dokument, das Malaschenkow dabei vorlegte, heißt es, es sei in solch kurzer Zeit praktisch unmöglich gewesen, eine verlässliche Temperaturregelung zu bauen.
Manche gingen davon aus, dass sich zwar nach dem Eintritt in die Erdumlaufbahn die Kapsel erfolgreich abgetrennt habe, jedoch habe sich die letzte Raketenstufe nicht wie geplant abgelöst. Deshalb habe das Temperaturkontrollsystem nicht ordnungsgemäß arbeiten können, was zu einem Temperaturanstieg und dem Tod der Hündin geführt habe. Tatsächlich war Sputnik 2 aber bewusst so konzipiert worden, dass die letzte Stufe mit der Kapsel verbunden blieb. Der so entstehende längliche Körper stabilisiert seine Lage in der Umlaufbahn von selbst (Gravitationsstabilisierung).
Wahrscheinlich war der Grund für den Temperaturanstieg, dass sich ein Teil der Hitzeabschirmung von der Kapsel löste. Das Kontrollsystem war wegen dieses Defekts überfordert, die Innentemperatur wieder herabzuregeln. In der Folge stieg die Temperatur in der Kapsel auf 40 °C, was Laikas vorzeitigen Tod verursachte.

## Reaktionen
Laikas Raumflug verursachte weltweit Aufregung. Erst einen Monat zuvor hatte die Sowjetunion den ersten künstlichen Satelliten ins All geschickt. Das hatte dem Westen vor Augen geführt, wie weit das sowjetische Weltraumprogramm bereits fortgeschritten war, und den so genannten Sputnikschock ausgelöst. Sputnik 2 war sogar um einiges schwerer als das Vorgängermodell, konnte aber dennoch fast doppelt so weit ins All gebracht werden – noch dazu mit einem lebenden Passagier an Bord. Die Vereinigten Staaten hatten bis dahin noch keinen einzigen Satelliten gestartet und drohten in diesem Wettlauf weiter zurückzufallen. Infolgedessen wurde in den Vereinigten Staaten die Arbeit an einem eigenen Satelliten Vanguard vorangetrieben. Innerhalb weniger Wochen konstruierten die amerikanischen Wissenschaftler, unter ähnlichem Druck wie die russischen Ingenieure, ihren künstlichen Trabanten. Allerdings explodierte die Trägerrakete beim Start, ein weiterer Rückschlag für die USA.
Bis zu Laikas Flug war nicht bekannt, ob Lebewesen unter Schwerelosigkeit überhaupt überleben können. Insofern waren auch die wenigen Stunden, in denen Sputnik 2 die ersten biomedizinischen Daten aus dem All übermittelte, ein Meilenstein in der Raumfahrtgeschichte. Allerdings war die Mission weniger wissenschaftlich als vielmehr propagandistisch motiviert.
Die Tatsache, dass Laikas Tod während der Weltraumfahrt von vornherein geplant war, führte weltweit zu einer Debatte über Tierversuche und den Missbrauch von Tieren im Namen des wissenschaftlichen Fortschritts. Im Vereinigten Königreich rief die National Canine Defence League in regelmäßigen Abständen die Hundebesitzer Großbritanniens zu Schweigeminuten auf. Die Royal Society for the Prevention of Cruelty to Animals begann schon mit Protesten, bevor die Sowjetunion den Erfolg der Mission verkündete. Tierschutzgruppen forderten die Öffentlichkeit zu Demonstrationen vor sowjetischen Botschaften auf. Allerdings waren diese Proteste zu einem erheblichen Teil politisch motiviert und instrumentalisiert.
Die negativen Reaktionen im Westen beunruhigten die Sowjetunion. Die Tierschutzdebatte wurde zu einer Gefahr, den Ruhm des Projekts erheblich zu schmälern. Deshalb war der politischen Führung der Sowjetunion daran gelegen, nur wenige Informationen über den tatsächlichen Ablauf der Mission nach außen dringen zu lassen. Stattdessen traten Regierungssprecher und Gesandte gezielt mit Falschinformationen an die Öffentlichkeit, um die Stimmung im Westen zu beruhigen. Im Ostblock gab es daher keine solche Kontroverse. Auch die sowjetischen Publikationen in den darauf folgenden Jahren stellten die Entscheidung nicht in Frage, die Hündin im Weltraum sterben zu lassen.
Nach dem Ende des Kalten Krieges drückten jedoch zahlreiche Mitarbeiter im Sputnik-Projekt ihr Bedauern über Laikas Ableben aus. Oleg Gasenko, ehemals Laikas verantwortlicher Ausbilder und führender Raketentechniker, äußerte sich 1998 öffentlich zu Laikas Tod: „Je mehr Zeit vergeht, desto mehr tut es mir leid. Wir haben durch die Mission nicht genug gelernt, um den Tod des Hundes zu rechtfertigen.“

## Gedenken

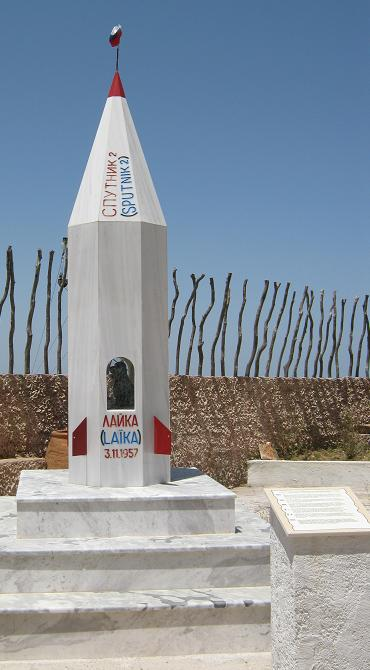
Ein Denkmal auf Kreta

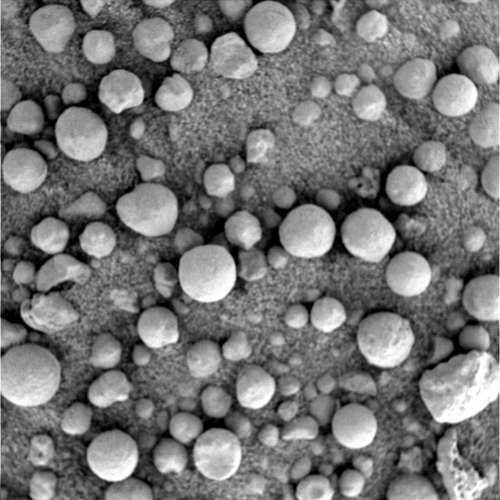
Bodenprobe vom Mars, die Laika genannt wurde

Laikas Flug ins All machte sie wohl zu einem der bekanntesten Hunde überhaupt. Im November 1997 präsentierte das Institut für Luftfahrt und Weltraummedizin in Moskau ein Monument zum Gedenken an die tödlich Verunglückten unter den Kosmonauten. In einer Ecke der Erinnerungstafel ist auch Laika zu sehen. Außerdem wurde sie auf diversen Briefmarken in verschiedenen Ländern rund um den Globus abgedruckt, Schokoladen und Zigaretten wurden nach ihr benannt, und eine große Zahl an Erinnerungsstücken wird heutzutage auf Auktionen angeboten.
Am 9. März 2005 wurde von der Marssonde Opportunity eine Bodenprobe untersucht. Die Missionsleiter nannten dieses Stückchen Marsboden Laika. Es befindet sich beim Krater Wostok in der Hochebene Meridiani Planum.
Im April 2008 wurde in Moskau ein Monument für Laika enthüllt, welches die Hündin auf einer stilisierten Rakete stehend zeigt.
Nach der Hündin benannten sich unter anderem die von 1987 bis 2008 bestehende finnische Surf-Rock-Band Laika & The Cosmonauts und die 1993 gegründete, britische Alternative-Rock-Band Laika sowie der deutsche Laika-Verlag.

## Mediale Rezeption
Kritisch thematisiert wurde der Flug der Hündin Laika bereits 1958 im Calypso-Titel Russian Satellite von Mighty Sparrow.
2008 wurde die biografische Graphic Novel Laika von Nick Abadzis mit dem Eisner Award als Best Publication for Teens ausgezeichnet.
Die spanische Popgruppe Mecano widmete Laika auf ihrem im Jahr 1988 erschienenen Album „Descanso dominical“ ein Lied.
Der dänische Musikproduzent Trentemøller gedachte Laika im Video zu seinem Hit Moan (2007).
Günter Kunert stellt in seinem Gedicht Laika ihr Schicksal als Mahnung an die Menschheit dar.
Der Titel des Films Mein Leben als Hund vom schwedischen Regisseur Lasse Hallström von 1985 spielt auf das Nachdenken der Hauptperson über die Situation von Laika im Vergleich mit den eigenen Problemen an.
In der Antarktis ist Lajka Island nach der Hündin benannt.
Der Kinodokumentarfilm Space Dogs (2019) erzählt von der Legende, dass Laika als Geist auf die Erde zurückkehrte und heute an der Seite ihrer Nachfahren durch die Straßen von Moskau streift.
Der Roman Der Chauffeur (2020) von Heinrich Steinfest erzählt von der Rückkehr Laikas auf die Erde, 62 Jahre nach dem Start von Sputnik 2.
Die Figur Cosmo the Spacedog im Film Guardians of the Galaxy Vol. 3 von 2023 ist eine Anspielung auf Laika.
Der australische Sänger Wil Wagner beschreibt in seinem Lied Laika die letzten Stunden der Hündin auf ihrer Mission aus Sicht des Tiers.
Der irische Beitrag zum Eurovision Song Contest 2025, Laika Party von Emmy, handelt von Laikas Reise in den Weltraum und der Hoffnung, dass sie überlebt habe und dort ein Fest feiert.

## Weitere Versuche mit Tieren und anderen biologischen Subjekten im All
Noch weitere Hunde starteten vom sowjetischen Weltraumbahnhof Baikonur ins All. Als erste kehrten die Hunde Belka und Strelka (russisch Белка и Стрелка; dt. Weißchen und Pfeilchen) am 20. August 1960 an Bord von Sputnik 5 lebend zurück.
An Bord des am 1. Dezember 1960 gestarteten Weltraumschiffs 3 (Sputnik 6) befanden sich die Versuchshunde Ptschjolka (russisch Пчёлка; dt. Bienchen) und Muschka (russisch Мушка; dt. Mückchen) sowie andere Tiere, u. a. Insekten, und auch Pflanzen. Dabei ging es um spezielle Fragen, die sich auf das Verhalten des Menschen und das Verhalten von Pflanzen unter kosmischen Bedingungen bezogen. Pflanzen besitzen insofern auch eine Bedeutung, weil sie für die Ernährung der Raumfahrer wichtig sein könnten. Die Rückkehr der Landekapsel misslang allerdings.
Am 9. März 1961 folgte mit dem Weltraumschiff 4 (Sputnik 7) der nächste Tierversuch. In dessen Kabine befand sich der Hund Tschernuschka (russisch Чернушка, Schwarzohr). Er war mit anderen biologischen Objekten untergebracht. Dieses Raumschiff kehrte mit allen Lebewesen unversehrt zur Erde zurück.
Das Weltraumschiff 5 (Sputnik 9) startete am 25. März 1961 mit der Versuchshündin Swjosdotschka (russisch Звёздочка; dt.: Sternchen) und anderen biologischen Objekten, die nach einer Erdumrundung auf ein Kommando hin zur Erde unbeschadet zurückkehrten.
Auch in den USA sind zwei Satellitenversuche mit Tieren unternommen worden. Am 3. Juni 1959 wurden mit dem Satelliten Discoverer III vier Mäuse in den Weltraum getragen. Man hatte geplant, dass die Kapsel sich von dem Satelliten trennen und mit einem Fallschirm zur Erde zurückkehren sollte. Der Versuch misslang, der Satellit ging im Weltraum verloren. Im Mercury-Programm umkreiste am 29. November 1961 bei der Mission Mercury-Atlas 5 der Schimpanse Enos die Erde zweimal, kehrte erfolgreich zurück und starb im November 1962 an einer nicht in Zusammenhang mit dem Weltraumflug stehenden Durchfallerkrankung.